# Burns Lake Park
Burns Lake Park är en park i Kanada.   Den ligger i provinsen British Columbia, i den centrala delen av landet, 3 600 km väster om huvudstaden Ottawa. Burns Lake Park ligger 711 meter över havet.
Terrängen runt Burns Lake Park är kuperad österut, men västerut är den platt. Burns Lake Park ligger nere i en dal. Trakten runt Burns Lake Park är nära nog obefolkad, med mindre än två invånare per kvadratkilometer.. Närmaste större samhälle är Burns Lake, 4,3 km nordväst om Burns Lake Park. 
I omgivningarna runt Burns Lake Park växer i huvudsak barrskog.